# Пискуха Палласа
Пискуха Палласа (Ochotona pallasi) — вид гризунів з роду пискуха (Ochotona) родини пискухові (Ochotonidae).

## Морфологія
Довжина тіла від 160 до 220 мм, задні ступні 27—36 мм, вуха 18—23 мм, вага 174-254 грамів. Влітку хутро зверху від піщано-жовтого до піщано-жовтувато-коричневого. Нижче вух є коричневі чи червонувато-коричневі плями. Черево тьмяно-сіре чи з домішками жовтого. Верх ступнів кремово-жовтий. Подушечки пальців голі й чорні. Взимку спина світло-сіра чи сірувато-жовта, низ — сірувато-білий. 2n-38.

## Середовище проживання
Країни проживання: Китай (Внутрішня Монголія, Сіньцзян), Казахстан, Монголія, Російська Федерація (Алтайський край, Тува). Проживає на висотах від 1000 до 3200 м. Розрізняють чотири підвиди: Ochotona pallasi hamica, O. p. pallasi, O. p. pricei, O. p. sunidica. О. р. pricei зазвичай мешкає в сухих степах і може будувати нори, в той час як інші підвиди, як правило, воліють скелясті місця проживання.

## Життя

### Поведінка
Це травоїдний денний вид. Створює запаси трави на зиму.

### Відтворення
Дає кілька приплодів на рік, кожен розмірів від 1 до 12 дитинчат. Сезон розмноження цього виду може тривати з квітня по серпень. Вагітність триває 25 днів. Молодь, народжена на початку сезону може стати репродуктивно активною цього ж року.

## Загрози та охорона
Проживає в кількох природоохоронних територіях.